# HD 117558
HD 117558，又名CD-27 9278，SAO 181723、HR 5090，是一颗恒星，视星等为6.47，位于銀經313.6，銀緯33.93，其B1900.0坐标为赤經13h 25m 59.7s，赤緯-27° 33.93′ 50″。